# کریستوفر آجاس
کریستوفر آجاس (انگلیسی: Christophe Ajas؛ زادهٔ ۲۳ مهٔ ۱۹۷۲) بازیکن فوتبال اهل فرانسه است.